# Хакимов, Акбар Абдуллаевич
Акбар Абдуллаевич Хакимов (узб. Akbar Abdullayevich Hakimov; род. 9 августа 1949, Узбекская ССР, СССР) — советский и узбекский учёный-искусствовед, писатель. Академик Академии художеств Узбекистана (1997), действительный член Академии наук Узбекистана (2017). Почётный доктор Университета Сока (Токио).

## Биография
Родился 9 августа 1949 года в Термезе. В 1972 году окончил Ташкентский театрально-художественный институт имени А. Н. Островского. В 1969 году поступил на работу старшим лаборантом в Институт искусствознания АН Узбекской ССР. С 1972 по 1982 годы — научный сотрудник института; с 1982 по 1992 годы — заведующий отделом; с 1992 по 1997 годы — заместитель, с 2000 по 2005 годы исполняющий обязанности директора. С 2005 года — ведущий научный сотрудник института. Одновременно, с 1997 по 2005 годы работал главным учёным секретарём АН Узбекистана. В настоящее время занимает должность заведующего отделом изобразительного и декоративно-прикладного искусства Института искусствознания АН Узбекистана.
В 1993 году получил научную степень доктора искусствоведения, в 1996 году — учёную степень профессора. В 1997 году стал действительным членом Академии художеств Узбекистана, в 2017 году — действительным членом Академии наук Узбекистана. Член общероссийской общественной организации «Ассоциация искусствоведов». 
3 ноября 2021 года прошла презентация первого исторического романа Акбара Хакимова — «Империя шёлка».

## Научная деятельность
Научная деятельность посвящена изучению художественного наследия народов Средней Азии. Участник ряда международных научных конференций, соавтор выставочных проектов «Аральская трагедия», «Узбекистан – родина Амира Темура» и других. В 2011 году выступал за возрождение Ташкентского международного кинофестиваля, был генеральным директором первого Ташкентского международного кинофестиваля современного кино.

## Основные научные работы
- Искусство Центральной Азии, Л., 1987
- Современное декоративно-прикладное искусство Центральной Азии, Т., 1988
- Современная декоративная пластика республик Средней Азии, Т., 1999
- Искусство наций, М., 2000[2]

## Награды
- Орден «Мехнат шухрати» (2000)[2]